# Nóvita
Nóvita – miasto w Kolumbii, w departamencie Chocó.